# Diòcesi d'Astorga
La diòcesi d'Astorga es té la seu episcopal en la Catedral de Santa María, a la ciutat lleonesa d'Astorga. Des de 1954 és diòcesi sufragània de l'arquebisbat d'Oviedo.

## Territori
La diòcesi estén la seva jurisdicció eclesiàstica sobre les comarques lleoneses de Maragatería i El Bierzo (6.299 km²), la ourensana de Valdeorras (1.700 km²) i les zamoranes de Sanabria, La Carballeda, Barrios de Benavente i part d'Aliste (3.526 km²). Antigament també s'estenia a Miranda do Douro (Portugal).
En 1993 tenia 289.203 habitants i 1.123 nuclis de població, en 1999 284.084 habitants i 1.060 nuclis, dels quals 128 eren petits barris o llogarets diminuts, i actualment 285.684 habitants i el mateix nombre de nuclis de població. En els últims cinquanta anys, la diòcesi ha perdut al voltant de cent mil habitants i han quedat despoblats quaranta-cinc petits nuclis rurals.

## Orígens

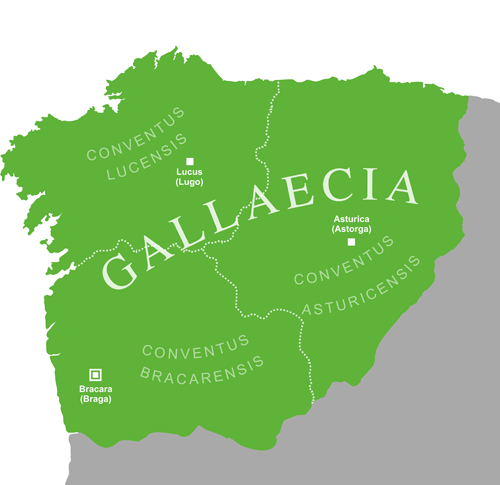
Gallaecia.

És una de les diòcesis més antigues d'Espanya: sense comptar les antigues tradicions que parlen de la fundació per l'apòstol Jaume,
ni les conjectures que assenyalen el seu pas per Astorga camí de Galícia,
ni els falsos cronicons inventats en el s. XVII que esmenten a Sant Efraïm i a altres bisbes llegendaris, ses tenen evidències històriques de l'existència de la diòcesi en el convent jurídic asturicensis, amb capital a Asturica Augusta, a la província romana de Gallaecia, ja des de mitjan s. III. Alguns autors suposen que aleshores les actuals diòcesis d'Astorga i Lleó estaven unides en una sola, encara que altres consideren que no hi ha proves concloents d'aquest fet.
Els primers segles de la diòcesi no van ser fàcils per als catòlics, que van haver d'afrontar la pervivència dels déus pagans, les persecucions ordenades per diversos emperadors romans, l'aparició de nombroses heterodòxies i les successives invasions de pobles germànics i musulmans: el primer bisbe del qual es té constància documental, Basilides, va ser destituït per libel·làtic durant les persecucions ordenades per Deci en un episodi que va requerir la intervenció del bisbe Cebrià de Cartago i del papa Esteve I; el seu successor Sabí va desenvolupar el seu episcopat durant les repressions de Valerià I, i contemporània seva va ser la màrtir Santa Marta, actual patrona d'Astorga, suposadament germana de Sant Vidal i tia de Just i Pastor. La diòcesi també va estar representada en el Concili d'Elvira, el primer celebrat per l'església cristiana a Hispània prop de l'any 300 en el context de les persecucions de Dioclecià, al que va acudir el bisbe Decenci.
L'execució de Priscil·lià l'any 385 no va aconseguir erradicar la seva doctrina, entre els partidaris de la qual es trobava el bisbe Dictini, que després de la seva conversió al catolicisme en el I Concili de Toledo de l'any 400 va guanyar fama de santedat. La primera meitat del s. V va estar marcada per l'arribada dels pobles germànics: el pas dels vàndals, l'assentament a Gallaecia dels sueus i les seves lluites contra els visigots i romans; per aquesta època Sant Toribi, que en la seva correspondència amb Hidaci encara esmentava la presència de priscil·lianistes a la seva seu, va ser testimoni de la conversió del regne sueu de Remismon a l'arrianisme. Aquest mateix prelat va restaurar els temples destruïts per Teodoric II (rei dels visigots) i va portar de Jerusalem un fragment de la veracreu, que actualment es venera al monestir de San Toribio de Liébana.

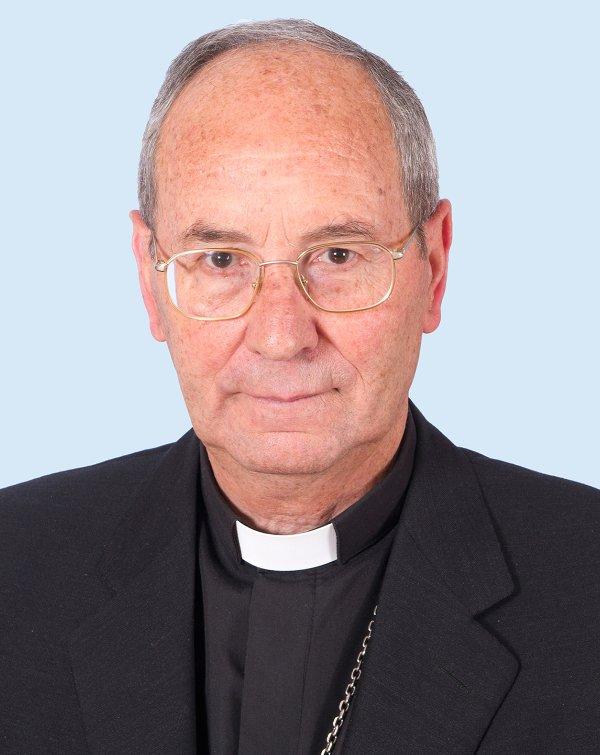
Camilo Lorenzo, actual bisbe d'Astorga

El Concili de Lugo del 569 convocat pel rei Teodomir (rei sueu) va erigir a la diòcesi de Lugo com a metropolitana, i Astorga va ser assenyalada com una de les seves sufragànies, encara que aquesta situació va durar poc temps, doncs en temps del bisbe Polemi (m. 588) ja tornava a ser-ho de Braga. Per aquestes dates el Parroquial sueu assenyalava els límits de la diòcesi: «Ad Asturicensem sedem ipsa Astorica: Legio, Bergido, Petra speranti, Comanca, Ventosa, Maurelos superiores et inferiores, Senimure, Francelos, Pesicos». Arrians i catòlics van conviure en el regne sueu fins que l'any 586 va ser conquistat per Leovigild i annexionat al regne visigot de Toledo. Tres anys després el rei Recared va convocar el III Concili de Toledo, en el qual es va declarar el catolicisme religió oficial, amb la presència de Talasi com a prelat asturicenc. El segle VII va ser conegut per l'expansió del moviment cenobític a El Bierzo; sota els episcopats de Concordi, Oscand, Candidat, Elpidi, Isidor o Aureli van florir sants com Fructuós de Braga, Valeri del Bierzo, Màxim, Bonel o Baldari que retirats a la vida eremítica van fundar el monestir de Compludo o el de San Pedro de Montes.
Les notícies de la diòcesi es perden després del bisbat d'Aureli (693); l'any 711 es va produir la invasió musulmana, i poc després va començar des del nord la Reconquesta i l'expansió del Regne d'Astúries sobre l'Emirat de Còrdova. Astorga va ser guanyada durant el regnat d'Alfons I, i se suposa que la diòcesi va ser restaurada en el 747,
 encara que la seva repoblació no començà fins cent anys més tard: durant el regnat de Ramir I (842-850), el bisbe Novidi va aconseguir la jurisdicció eclesiàstica sobre els territoris que abans de la invasió musulmana li havien pertangut (Bragança, Aliste, Sanabria, Trives, Caldelas, Caurelle, Quiroga i Valdeorras), i durant el d'Ordoni I el comte Gatón reconquerí gran part de Lleó i Zamora.
Ja per aquestes dates la diòcesi havia perdut part del seu territori en favor de les d'Oviedo i Lleó; no se sap amb certesa si va ser sufragània de la primera, esmentada com a diòcesi metropolitana en el concili d'Oviedo de l'any 872, que alguns autors qualifiquen d'apòcrif.
El segle X va veure florir homes preclars: Sant Genadi, Sant Fortis, Sant Urbà o Salomó van promoure la construcció dels monestirs de San Miguel de Escalada, San Tomás, Santiago de Peñalba, San Alejandro o San Andrés i la renovació del de Santa Leocadia de Castañeda, en l'estil que més tard s'anomenà art de repoblació.
En el 946 es va celebrar un concili a la muntanya Irago, les actes del qual s'han perdut. En el 953 va perdre part de les esglésies de Toro quan Ordoni III les va segregar d'Astorga per erigir el bisbat de Simancas, però l'any 974 Ramir III va suprimir aquesta nova diòcesi retornant les coses al seu estat anterior.